# Konstantin Iwanowitsch Skrjabin

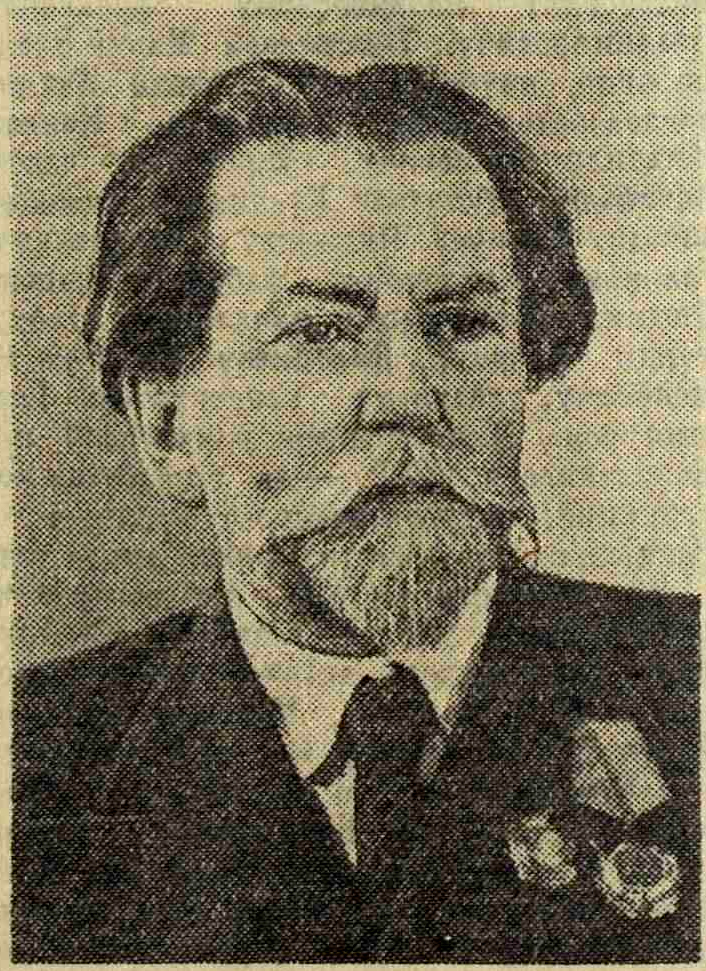
K. I. Skrjabin

Konstantin Iwanowitsch Skrjabin (Russisch Константин Иванович Скрябин; geb. 25. Novemberjul. / 7. Dezember 1879greg. in Sankt Petersburg; gest. 17. September 1972 in Moskau) war ein russisch-sowjetischer Tierarzt und Parasitologe, der vor allem auf dem Gebiet der Fadenwürmer tätig war. Er war Mitglied der Akademie der Wissenschaften der UdSSR, Held der sozialistischen Arbeit und erhielt sechsmal den Leninorden. 1955 wurde er in die Deutsche Akademie der Naturforscher Leopoldina gewählt (Sektion Zoologie). Er war Erstbeschreiber zahlreicher Arten und viele Parasitengattungen sind nach ihm benannt.

## Leben
Skrjabin schloss 1905 das Studium am Jurjewer Veterinär-Institut (vormals Kaiserliches Veterinär-Institut zu Dorpat) ab. Von 1907 bis 1911 arbeitete er als praktischer Tierarzt im kasachischen Taras, anschließend bis 1917 in Sankt Petersburg. 1917 bis 1920 war er als Professor am Veterinär-Institut in Nowotscherkassk tätig. 1920 wechselte er nach Moskau an das Staatliche Institut für Experimentelle Veterinärmedizin. 1931 wurde er an das Gesamtsowjetische Institut für Helminthologie berufen, bis 1957 war er dessen Direktor. 1920 bis 1964 hatte er zudem den Lehrstuhl für Parasitologie am Moskauer Veterinär-Institut inne und leitete die Helminthologische Abteilung des Moskauer Tropeninstituts. 1934 erwarb er den Doktor der Tiermedizin,  1938 den der Medizin, 1943 den der biologischen Wissenschaften. 1939 wurde für die Gebiete Allgemeine Tiermedizin und Helminthologie in die Sektion Mathematik und Naturwissenschaften der Akademie der Wissenschaften der UdSSR aufgenommen, zudem in die Sowjetische Akademie für Landwirtschaftswissenschaften und die Akademie der Medizinischen Wissenschaften der UdSSR.
Skrjabin beschrieb während seiner wissenschaftlichen Tätigkeit mehr als 100 Gattungen und über 200 Arten von Helminthen.
Sein Sohn Georgi Konstantinowitsch Skrjabin (1917–1989) wurde ebenfalls Parasitologe und stieg in die Fußstapfen seines Vaters.

## Ehrungen
Nach Skrjabin sind die Unterfamilie Skryabinelaziinae und etwa 40 Gattungen der Fadenwürmer, der Parasit Thelazia skrjabini, die     Parasiten bei Reptilien Skrjabinoptera sowie die Saugwurmgattung Skrjabinus benannt. Zudem tragen oder trugen einige Hochschulen und Institute seinen Namen, in Moskau und Bischkek ist eine Straße nach ihm benannt.
1927 wurde er Verdienter Wissenschaftler der UdSSR, 1945 Verdienter Wissenschaftler der Kirgisischen SSR und 1968 Verdienter Wissenschaftler der Usbekischen SSR. 1941 und 1950 erhielt er den Stalinpreis, 1957 den Leninpreis, sechsmal den Leninorden (1936, 1949, zweimal 1953, 1958 und 1968), zweimal den Orden des Roten Banners der Arbeit (1945, 1951) und 1946 den Orden des Roten Sterns. 1958 wurde er Held der sozialistischen Arbeit.

## Werke (Auswahl)
- Sbornik rabot po gel'mintologii: Posvyashchen 90-letiyu so dyna rozhden'ya Akademika K.I. Skryabina (Gesammelte Werke zur Helminthologie, anlässlich des 90. Geburtstags des Wissenschaftlers K. I. Skrjabin) 1971
- Akademik K. I. Skryabin i razvitie gel'mintologicheskoǐ nauki v Turkmenii (Der Wissenschaftler K. I. Skryabin und die Entwicklung der Helminthologie Turkmenistans) 1970
- Trematodes of animals and man: fundamentals of trematodology 1964, 1979
- Filiarii zhivotnykh i cheloveka (Filarien der Tiere und des Menschen) 1948
- Трематоды животных и человека. Основы трематодологии (Trematoden der Tiere und des Menschen: Grundlagen der Trematodologie), Band 1 1947, Band 2 1948, Band 3 1949, Band 4 1950, Band 5 1951, Band 6 1952, Band 7 1952
- Key to parasitic nematodes, Band 1 bis 3 (1979, 1982, 1991)
- Трихоцефалиды и капиллярииды животных и человека и вызываемые ими заболевания (Trichocephalidae und Capillaridae bei Tieren und Mensch und die von ihnen hervorgerufenen Krankheiten) 1957
- Девастация в борьбе с гельминтозами и другими болезнями человека и животных Frunse 1947
- Строительство советской гельминтологии (Der Aufbau der sowjetischen Helminthologie) Moskau 1946
- Lenotochnye gel'minty - Gimenolepididy - domashnikh i okhotnichye-promyslovikh ptits (Hymenolepidide Bandwürmer des Haus- und Ziergeflügels mit ökonomischer Bedeutung) 1945
- Глистные инвазии голубей (Helminthosen der Tauben) Moskau 1932
- Глистные инвазии овец и их значение в экономике овцеводного хозяйства : для ветеринарных врачей, зоотехников и студентов (Helminthosen der Schafe und ihre ökonomische Bedeutung für die Schafzucht: Für Tierärzte, Zootechniker und Studenten) Moskau 1931
- Гельминтофауны домашних животных Туркестана : диссертация на степень магистра ветеринарных наук (Helminthofauna der Haustiere Turkestans, Vetmed. Dissertation) 1916